# Liste des commissaires des Territoires du Nord-Ouest
Le commissaire des Territoires du Nord-Ouest est le représentant du monarque dans les Territoires du Nord-Ouest au Canada.
Le commissaire est nommé par le gouvernement du Canada mais, contrairement au gouverneur général du Canada ou aux lieutenants-gouverneurs des provinces, il n'est pas un vice-roi.
Depuis le 14 mai 2024, la fonction est occupée par Gerald Kisoun.
| Période                             | Commissaire                |
| ----------------------------------- | -------------------------- |
| 24 août 1905 - 27 juin 1919         | Frederick D. White         |
| 27 juin 1919 - 17 février 1931      | William Wallace Cory       |
| 31 mars 1931 - 30 avril 1934        | Hugh H. Rowatt             |
| 1er mai 1934 - 2 décembre 1936      | Roy A. Gibson (intérim)    |
| 3 décembre 1936 - 3 décembre 1946   | Charles Camsell            |
| 14 janvier 1947 - 24 septembre 1950 | Hugh Llewellyn Keenleyside |
| 14 novembre 1950 - 15 novembre 1953 | Hugh Andrew Young          |
| 12 juillet 1963                     | Robert Gordon Robertson    |
| 12 juillet 1963 - 16 janvier 1967   | Bent Gestur Sivertz        |
| 2 mars 1967 - 6 avril 1979          | Stuart Milton Hodgson      |
| 15 avril 1979 - 31 juillet 1989     | John Havelock Parker       |
| 2 octobre 1989 - 30 septembre 1994  | Daniel L. Norris           |
| 16 janvier 1995 - 26 mars 1999      | Helen Maksagak             |
| 26 mars 1999 - 31 mars 2000         | Daniel Joseph Marion       |
| 31 mars 2000 - 7 avril 2005         | Glenna Hansen              |
| 29 avril 2005 - 28 avril 2010       | Tony Whitford              |
| 28 mai 2010 - 10 mai 2016           | George Tuccaro             |
| 10 mai 2016 - 18 septembre 2017     | Gerald Kisoun (intérim)    |
| 18 septembre 2017 - 14 mai 2024     | Margaret Thom              |
| Depuis le 14 mai 2024               | Gerald Kisoun              |